# Malesia (film)
Malesia (Malaya) è un film del 1949 diretto da Richard Thorpe.

## Trama
John Royer è un giornalista che convince lo stato maggiore americano che è necessario impadronirsi della gomma nascosta dai malesi prima che ne vengano in possesso i giapponesi. Per aiutarlo, viene scarcerato Carnaghan che si aggrega non senza proteste. Incomincia quindi a reclutare quelli che dovranno far parte della spedizione che si mette alla ricerca della gomma cercando di evitare i giapponesi. Quando ci sarà l'attacco da parte del nemico, Royer morirà e Carnaghan porterà comunque a termine la missione.

## Produzione
Il film fu prodotto dalla Metro-Goldwyn-Mayer (MGM) (controllata dalla Loew's Incorporated)

## Distribuzione
Distribuito dalla MGM, il film venne presentato in prima a Greensboro, North Carolina il 27 dicembre 1949. Nel 1950, fu fatto uscire sul mercato svedese (24 aprile), francese (26 aprile) e portoghese (17 agosto). In Italia fu distribuito l'11 gennaio 1951. Nello stesso anno, uscì anche in Finlandia (13 aprile) e Danimarca (14 maggio).

## Accoglienza
Uscì in Italia nel 1950. Non fu un grande successo al botteghino, forse anche per gli attori protagonisti che, pur essendo ottimi interpreti, non parevano adatti al ruolo.